# Appenzeller Bahnen
Appenzeller Bahnen — швейцарська залізнична компанія зі штаб-квартирою в Герізау. 
Вона керує мережею залізниць у кантонах Аппенцелль-Іннерроден, Аппенцелль-Ауссерроден, Санкт-Галлен і Тургау.

## Історія
Витоки компанії «Appenzeller Bahnen» лежать у низці раніше незалежних компаній і залізничних ліній:
- Залізниця Роршах — Гайден[en] (RHB), відкрита в 1875 році.
- Аппенцеллербан (AB), лінію Вінкельн — Урнеш через Герізау відкрито  в 1875, з продовженням від Урнеша до Аппенцелля в 1886 році. В 1913 році лінію Герізау — Вінкельн замінено новою лінією до Госсау.
- Залізниця Фрауенфельд — Віль[en] (FW), відкрита в 1887 році
- Залізниця Санкт-Галлен — Гаїс — Аппенцелль (SGA), була відкрита між Санкт-Галленом і Гаїсом в 1889 році і була продовжена до Аппенцелля в 1904 році.
- Гірська залізниця Райнек — Вальценхаузен[en] (RhW), відкрита між Райнеком і Вальценхаузеном в 1896 році.
- Трогенербан (TB), відкрита в 1903 році.
- Залізниця Альтштеттен — Гаїс[en] (AG), відкрито в 1911 році.
- Зентісбан, відкрито в 1912 році.

«Аппенцеллербан» і «Зентісбан» об’єдналися в 1947 році, зберігши ідентичність «Аппенцеллербан» (AB). 
Залізниці «Санкт-Галлен-Гайс-Аппенцелль» та «Альтштеттен — Гаїс» об'єдналися в 1948 році під назвою «Залізниця Санкт-Галлен-Гайс-Аппенцелль-Альтштеттен» (SGA). 

Компанія «Appenzeller Bahnen» була утворена в 1988 році в результаті злиття «Appenzellerbahn» і «St. Gallen-Gais-Appenzell-Altstätten-Bahn». 
В 2006 році компанія «Appenzeller Bahnen» об'єдналася з компаніями «Rorschach-Heiden-Bergbahn», «Rheineck-Walzenhausen-Bergbahn» і «Trogenerbahn». 
З юридичної точки зору, це злиття мало форму придбання компанією «Appenzeller Bahnen» інших компаній. 

В 2021 році компанія об'єдналася з «Frauenfeld-Wil-Bahn AG» , власником залізниці Фрауенфельд — Віль. 
Обидві компанії протягом багатьох років мали спільну діяльність. 

## Діяльність
Сьогодні компанія експлуатує такі залізничні лінії:
- Залізниця Аппенцелль – Ст. Галлен — Троген
- Залізниця Госсау — Аппенцелль — Вассерауен[en]
- Залізниця Альтштеттен – Гаїс[en]
- Гірська залізниця Райнек  — Вальценхаузен[en]
- Залізниця Роршах — Гайден[en]
- Залізниця Фрауенфельд — Віль[en]

Лінії Санкт-Галлен-Гаїс-Аппенцелль, Госсау-Аппенцелль-Вассерауен і Альтштеттен-Гаїс утворюють об'єднану мережу з шириною колії 1000 мм, усі електрифіковані на 1500 В постійного струму. 
До 2018 року лінія Санкт-Галлен – Троген також була метрової колії, але була відокремлена.
В 2016 — 2018 рр «Appenzellerbahnen» здійснив великий будівельний проект для з’єднання ліній (Аппенцелль — Ст. Галлен) та «Ст.-Галлен — Троген». 
Три точки несумісності полягали в електрифікації (лінія Санкт-Галлен-Троген була 1000 В постійного струму та на короткій дистанції 600 В постійного струму, спільною з тролейбусною системою Санкт-Галлена, різні (але фізично суміжні) кінцеві точки в Санкт-Галлені та максимальні ухили (під'їзд рейкової залізниці до Санкт-Галлена з Аппенцелля був занадто крутим для рухомого складу Санкт-Галлен — Троген на основі зчеплення). 
Таким чином, новий проект повторно електрифікував лінію Санкт-Галлен — Троген на 1500 В постійного струму та побудував новий тунель через Санкт-Галлен. 
Стара траса через Санкт-Галлен закрилася у квітні 2018 року, а система почала працювати у жовтні того ж року. 

Залізниці «Райнек  — Вальценхаузен» і «Роршах — Гайден» географічно відокремлені від решти мережі і мають ширину колії відповідно 1200 мм та 1435 мм. Лінії «Альтштеттен–Гайс», «Райнек–Вальценхаузен» та «Роршах–Гайден» мають зубчасті секції, тоді як «Госсау–Аппенцелль–Вассерауен» та «Аппенцелль–Санкт-Галлен-Троген» є адгезійними. 